# Galålokarna (Ovikens socken, Jämtland, 698299-139461)
Galålokarna är en sjö i Bergs kommun i Jämtland och ingår i Ljungans huvudavrinningsområde.